# Hieronymus Roth (Politiker, 1606)
Hieronymus Roth (* 1606; † 1678 in der Festung Peitz, Lausitz) war Schöffenmeister in Kneiphof, einer der drei Städte von Königsberg. Er war Politiker und eine der eigenwilligsten und stärksten Persönlichkeiten der Stadtgeschichte.

## Leben
Über das Leben des Hieronymus Roth ist nur wenig bekannt, sicher ist aber, dass er Kaufmann und Bürgerschaftsvertreter in Königsberg war. Er war Führer der Opposition gegen Kurfürst Friedrich Wilhelm, der als Souverän im Herzogtum Preußen die Steuerlast der Königsberger erhöhte und gleichzeitig die Privilegien der Stände abbaute.
Durch den Vertrag von Wehlau hatte der Kurfürst 1657 die Aufhebung der polnischen Lehnshoheit im Herzogtum Preußen erreicht. Die Stände befürchteten, durch die Eingliederung Preußens in das entstehende absolutistische Staatswesen Brandenburg-Preußen eine Beschneidung ihrer relativen Unabhängigkeit und erkannten den Kurfürsten nicht als ihren neuen Herrscher an. Ihr Wortführer war Hieronymus Roth. Sein Widerstand begann im Landtag, dem er als Vertreter seiner Heimatstadt angehörte. Die kurfürstlich-herzogliche Regierung übte Druck auf die Königsberger Verwaltung aus, diese sollte einen Prozess wegen Hochverrats im Namen der Obrigkeit gegen Roth führen, doch dies wurde verweigert. Man drosselte Roth lediglich in seinem Enthusiasmus, indem man ihn am 4. November 1661 aus dem Landtag abberief. Er blieb aber unbehelligt.
Roth ging im Jahre 1662 an den polnischen Hof, um den König um Hilfe zu bitten. Dieser versprach die Befreiung der preußischen Bewohner von Brandenburg, löste sein Versprechen aber aus chronischem Geld- und Soldatenmangel nie ein. Als die Königsberger die Akzise, die Steuern an den Kurfürsten verweigerten, drohte dieser mit Gewalt; es kam zum Königsberger Aufstand.
Der Kurfürst bestätigte dem Adel mehrere Privilegien und beruhigte ihn, aber nur, um sich ausschließlich um Hieronymus Roth kümmern zu können: Dieser stellte das Rückgrat der städtischen Opposition dar. Friedrich Wilhelm marschierte Ende Oktober 1661 mit Truppen in Königsberg ein, ließ Hieronymus Roth festnehmen und wegen Hochverrats zu einer langen Haft verurteilen. Er wurde in der Festung Peitz in der Lausitz inhaftiert. Nach der Ausschaltung Roths huldigten die preußischen Stände dem brandenburgischen Kurfürsten am 17./18. Oktober 1663 feierlich im Königsberger Schloss. Roth hatte bis 1668 sehr lockere Haftbedingungen, als herauskam, dass er heimliche Korrespondenz mit Königsberg pflegte. Im Jahre 1676 bat Roth in einem Brief an den Kurfürsten um seine Freilassung, die aber nicht gewährt wurde, so dass er 1678 in der Haft verstarb.